# Internationale Filmfestspiele von Venedig 2023

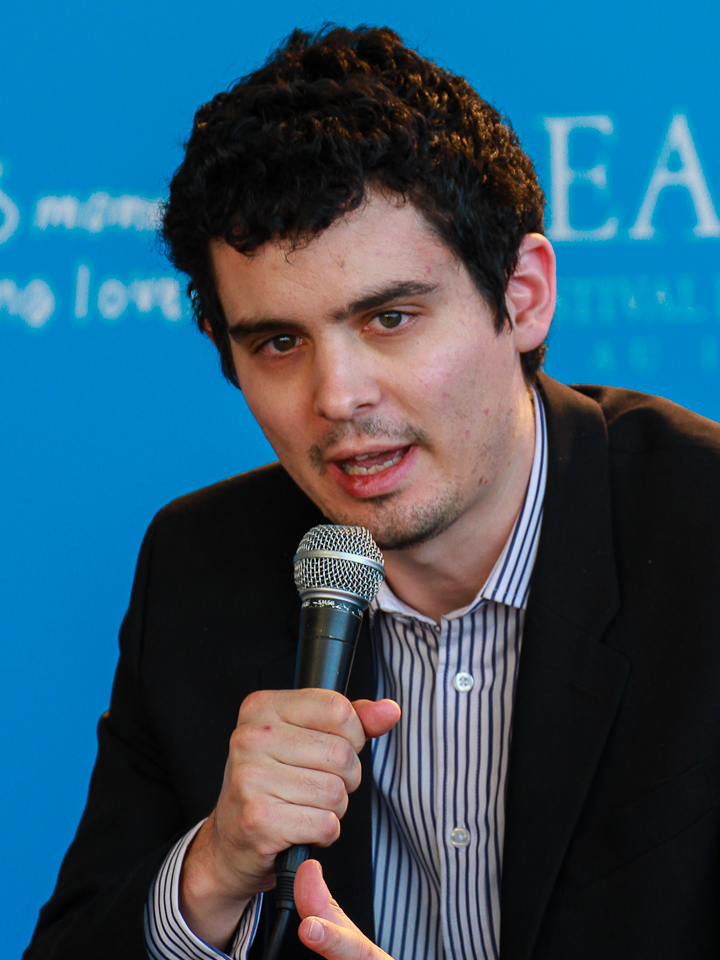
Jurypräsident des Hauptwettbewerbs: Damien Chazelle (2014)

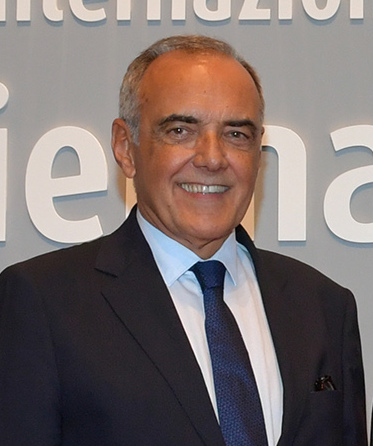
Festivalleiter Alberto Barbera (2018)

Die 80. Internationalen Filmfestspiele von Venedig (italienisch 80ª Mostra Internazionale d’Arte Cinematografica) wurden vom 30. August bis zum 9. September 2023 am Lido veranstaltet. Sie zählen neben der Berlinale und den Filmfestspielen von Cannes zu den drei bedeutendsten A-Festivals der Welt und standen zum zwölften Mal unter der Leitung von Alberto Barbera. Mit dem Goldenen Löwen, den Hauptpreis des Festivals, wurde der britische Spielfilm Poor Things von Giorgos Lanthimos ausgezeichnet. Jurypräsident für den Hauptwettbewerb war der Regisseur und Drehbuchautor Damien Chazelle.
Bereits vor Festivalbeginn als Laureaten fest standen die italienische Filmregisseurin Liliana Cavani und der chinesische Schauspieler Tony Leung Chiu-wai. Beiden wurde Ende März 2023 der Goldene Löwe als Ehrenpreis für ein Lebenswerk zuerkannt.
Als Moderatorin der Auftaktzeremonie und der abschließenden Preisgala wurde die italienische Schauspielerin Caterina Murino ausgewählt und als Eröffnungsfilm ursprünglich Challengers – Rivalen von Luca Guadagnino. Aufgrund des Streiks von Schauspielern und Drehbuchautoren in den USA wurde Challengers durch Comandante von Edoardo De Angelis ersetzt.

## Offizielle Sektionen

### Wettbewerb
| 2023 zum wiederholten Mal in den Wettbewerb um den Goldenen Löwen eingeladen (* = ehemalige Gewinner des Goldenen Löwen) |             |
| Regisseur/-in | Einladungen |
| Brizé, Costanzo, Franco, Holland, Lanthimos, Larraín                                                                     | 3           |
| Coppola*, Szumowska & Englert                                                                                            | 2           |

#### Jury
Als Jurypräsident des Internationalen Wettbewerbs (Venezia 80), in dem unter anderem der Goldene Löwe für den besten Film des Festivals vergeben wird, wurde der amerikanisch-französische Filmemacher Damien Chazelle ausgewählt. Seine Spielfilme La La Land und Aufbruch zum Mond eröffneten die Festivalauflagen 2016 und 2018.
Chazelle stehen bei der Vergabe der Preise weitere Jurymitglieder zur Seite, die im Juli benannt wurden:
- Saleh Bakri, palästinensischer Schauspieler
- Jane Campion, neuseeländische Filmemacherin (Großer Preis der Jury 1990, Regiepreis 2021)
- Mia Hansen-Løve, französische Filmemacherin
- Gabriele Mainetti, italienischer Filmemacher, Schauspieler und Filmkomponist (Teilnehmer am Wettbewerb 2021)
- Martin McDonagh, irischer Filmemacher (Drehbuchpreisträger 2017 und 2022)
- Santiago Mitre, argentinischer Filmemacher (Teilnehmer am Wettbewerb 2022)
- Laura Poitras, US-amerikanische Filmemacherin und Journalistin (Gewinnerin des Goldenen Löwen 2022)
- Shu Qi, taiwanische Schauspielerin

#### Konkurrenten um den Goldenen Löwen
Das offizielle Programm für die 80. Auflage des Festivals wurde am 25. Juli 2023 präsentiert. Insgesamt wurden 23 Filmproduktionen in den Hauptwettbewerb um den Goldenen Löwen eingeladen, darunter mit Sofia Coppola eine frühere Gewinnerin des Hauptpreises. 15 Filmemacher wurden erstmals für die Hauptsektion benannt. Die italienischen Schauspieler Pierfrancesco Favino und Alba Rohrwacher waren mit Rollen in jeweils zwei Wettbewerbsbeiträgen vertreten.
| Film                                       | Regie                                | Land                                        | Darsteller (Auswahl) |
| ------------------------------------------ | ------------------------------------ | ------------------------------------------- | --- |
| Adagio                                     | Stefano Sollima                      | Italien                                     | Pierfrancesco Favino, Toni Servillo, Valerio Mastandrea, Adriano Giannini, Gianmarco Franchini, Francesco Di Leva, Lorenzo Adorni, Silvia Salvatori                              |
| The Beast                                  | Bertrand Bonello                     | Frankreich, Kanada                          | Léa Seydoux, George MacKay |
| Aku wa sonzai shinai (Evil Does Not Exist) | Ryūsuke Hamaguchi                    | Japan                                       | Hitoshi Omika, Ryo Nishikawa, Ryūji Kosaka, Ayaka Shibutani |
| Bastarden (The Promised Land)              | Nikolaj Arcel                        | Dänemark, Deutschland, Schweden             | Mads Mikkelsen, Amanda Collin, Simon Bennebjerg, Melina Hagberg, Kristine Kujath Thorp, Gustav Lindh                                                                             |
| Comandante (Eröffnungsfilm)                | Edoardo De Angelis                   | Italien                                     | Pierfrancesco Favino, Massimiliano Rossi, Johan Heldenbergh, Arturo Muselli, Giuseppe Brunetti, Gianluca Di Gennaro, Johannes Wirix, Silvia D’Amico, Paolo Bonacelli             |
| El Conde                                   | Pablo Larraín                        | Chile                                       | Jaime Vadell, Gloria Münchmeyer, Alfredo Castro, Paula Luchsinger |
| Dogman                                     | Luc Besson                           | Frankreich                                  | Caleb Landry Jones, Jojo T. Gibbs, Christopher Denham, Clemens Schick, Grace Palma                                                                                               |
| Enea                                       | Pietro Castellitto                   | Italien                                     | Pietro Castellitto, Giorgio Quarzo Guarascio, Benedetta Porcaroli, Chiara Noschese, Giorgio Montanini, Adamo Dionisi, Matteo Branciamore, Cesare Castellitto, Sergio Castellitto |
| Ferrari                                    | Michael Mann                         | USA                                         | Adam Driver, Penélope Cruz, Shailene Woodley, Sarah Gadon, Gabriel Leone, Jack O’Connell, Patrick Dempsey                                                                        |
| Finalmente l’alba                          | Saverio Costanzo                     | Italien                                     | Lily James, Rebecca Antonaci, Joe Keery, Rachel Sennott, Alba Rohrwacher, Willem Dafoe                                                                                           |
| Green Border (Zielona granica)             | Agnieszka Holland                    | Tschechien, Polen, Belgien                  | Jalal Altawil, Maja Ostaszewska, Tomasz Włosok, Behi Djanati Atai, Mohamad Al Rashi, Dalia Naous                                                                                 |
| Holly                                      | Fien Troch                           | Belgien, Niederlande, Luxemburg, Frankreich | Cathalina Geraerts, Felix Heremans, Greet Verstraete, Serdi Faki Alici, Els Deceukelier                                                                                          |
| Zwischen uns das Leben (Hors-saison)       | Stéphane Brizé                       | Frankreich                                  | Guillaume Canet, Alba Rohrwacher |
| Ich Capitano (Io capitano)                 | Matteo Garrone                       | Italien, Belgien                            | Seydou Sarr, Moustapha Fall |
| Der Killer (The Killer)                    | David Fincher                        | USA                                         | Michael Fassbender, Tilda Swinton, Charles Parnell, Arliss Howard, Kerry O’Malley, Sophie Charlotte, Emiliano Pernía, Gabriel Polanco                                            |
| Frau aus Freiheit (Woman Of)               | Małgorzata Szumowska, Michał Englert | Polen, Schweden                             | Małgorzata Hajewska-Krzysztofik, Joanna Kulig, Bogumila Bajor, Mateusz Wieclawek                                                                                                 |
| Lubo                                       | Giorgio Diritti                      | Italien, Schweiz                            | Franz Rogowski, Christophe Sermet, Valentina Bellè, Noémi Besedes, Cecilia Steiner, Joel Basman, Oliver Ewy, Filippo Giulini, Alessandro Zappella                                |
| Maestro                                    | Bradley Cooper                       | USA                                         | Carey Mulligan, Bradley Cooper, Matt Bomer, Maya Hawke, Sarah Silverman, Josh Hamilton, Scott Ellis, Sam Nivola, Alexa Swinton, Miriam Shor                                      |
| Memory                                     | Michel Franco                        | Mexiko, USA                                 | Jessica Chastain, Peter Sarsgaard, Brooke Timber, Merritt Wever, Elsie Fisher, Jessica Harper, Josh Charles                                                                      |
| Origin                                     | Ava DuVernay                         | USA                                         | Aunjanue Ellis-Taylor, Jon Bernthal, Vera Farmiga, Niecy Nash, Audra McDonald, Nick Offerman, Connie Nielsen                                                                     |
| Poor Things                                | Giorgos Lanthimos                    | Vereinigtes Königreich                      | Emma Stone, Mark Ruffalo, Willem Dafoe, Ramy Youssef, Christopher Abbott, Suzy Bemba, Jerrod Carmichael, Kathryn Hunter, Vicki Pepperdine, Margaret Qualley, Hanna Schygulla     |
| Priscilla                                  | Sofia Coppola                        | USA, Italien                                | Cailee Spaeny, Jacob Elordi, Dagmara Domińczyk |
| Die Theorie von Allem                      | Timm Kröger                          | Deutschland, Österreich, Schweiz            | Jan Bülow, Olivia Ross, Hanns Zischler, Gottfried Breitfuß, David Bennent, Philippe Graber                                                                                       |

#### Außer Konkurrenz
| Titel                                                           | Regie               | Land                                | Darsteller (Auswahl) |
| --------------------------------------------------------------- | ------------------- | ----------------------------------- | --- |
| Aggro Dr1ft                                                     | Harmony Korine      | USA                                 | Jordi Mollà, Travis Scott |
| Ein Glücksfall (Coup de chance)                                 | Woody Allen         | Frankreich, Vereinigtes Königreich  | Lou de Laâge, Valérie Lemercier, Melvil Poupaud, Niels Schneider |
| Die Caine-Meuterei vor Gericht (The Caine Mutiny Court-Martial) | William Friedkin    | USA                                 | Kiefer Sutherland, Jason Clarke, Jake Lacy, Monica Raymund, Lance Reddick |
| Daaaaaali!                                                      | Quentin Dupieux     | Frankreich                          | Anaïs Demoustier, Édouard Baer, Jonathan Cohen, Gilles Lellouche, Pio Marmaï, Didier Flamand, Romain Duris |
| A Killer Romance (Hit Man)                                      | Richard Linklater   | USA                                 | Glen Powell, Adria Arjona, Austin Amelio, Retta |
| Making of                                                       | Cédric Kahn         | Frankreich                          | Denis Podalydès, Jonathan Cohen, Stefan Crepon, Souheila Yacoub, Emmanuelle Bercot, Xavier Beauvois, Valérie Donzelli, Riad Gahmi, Thais Vauquières, Orlando Vauthier, Johanna Colboc, Thomas Silberstein      |
| L’ordine del tempo                                              | Liliana Cavani      | Italien, Belgien                    | Alessandro Gassmann, Claudia Gerini, Edoardo Leo, Ksenia Rappoport, Richard Sammel, Valentina Cervi, Fabrizio Rongione, Francesca Inaudi, Angeliqa Devi, Mariana Tamayo, Alida Baldari Calabria, Ángela Molina |
| The Palace                                                      | Roman Polański      | Italien, Schweiz, Polen, Frankreich | Oliver Masucci, Fanny Ardant, John Cleese, Bronwyn James, Joaquim de Almeida, Luca Barbareschi, Milan Peschel, Fortunato Cerlino, Mickey Rourke                                                                |
| The Penitent – A Rational Man                                   | Luca Barbareschi    | Italien                             | Luca Barbareschi, Catherine McCormack, Adam James, Adrian Lester |
| Die Schneegesellschaft (La sociedad de la nieve)                | Juan Antonio Bayona | Spanien, Uruguay, Chile             | Enzo Vogrincic, Matías Recalt, Agustín Pardella, Esteban Kukuriczka, Tomas Wolf |
| The Wonderful Story of Henry Sugar                              | Wes Anderson        | USA                                 | Ralph Fiennes, Benedict Cumberbatch, Dev Patel, Ben Kingsley, Richard Ayoade |
| Vivants                                                         | Alix Delaporte      | Frankreich, Belgien                 | Alice Isaaz, Roschdy Zem, Vincent Elbaz, Pascale Arbillot, Pierre Lottin, Jean-Charles Clichet |
| Xue Bao (Snow Leopard)                                          | Pema Tseden         | VR China                            | Jinpa Jinpa, Xiong Ziqi, Tseten Tashi |

| Titel                              | Regie                                  | Land             |
| ---------------------------------- | -------------------------------------- | ---------------- |
| Amor                               | Virginia Eleuteri Serpieri             | Italien, Litauen |
| Frente a Guernica (Director’s Cut) | Yervant Gianikian, Angela Ricci Lucchi | Italien          |
| Hollywoodgate                      | Ibrahim Nash'at                        | Deutschland, USA |
| Ryuichi Sakamoto \| Opus           | Neo Sora                               | Japan            |
| Enzo Jannacci vengo anch’io        | Giorgio Verdelli                       | Italien          |
| Menus plaisirs – Les Troisgros     | Frederick Wiseman                      | Frankreich, USA  |

| Titel                                                 | Regie                         | Land                    | Darsteller (Auswahl) |
| ----------------------------------------------------- | ----------------------------- | ----------------------- | --- |
| D’argent et de sang (Of Money and Blood, Folgen 1–12) | Xavier Giannoli               | Frankreich, Belgien     | Vincent Lindon, Niels Schneider, Ramzy Bedia, Judith Chemla, David Ayala, Olga Kurylenko, Yvan Attal, André Marcon, Victoire du Bois, Matthias Jacquin, Lyes Kaouh |
| Znam kako dišeš (I know your soul, Folgen 1–2)        | Alen Drljević, Nemin Hamzagić | Bosnien und Herzegowina | Jasna Đuričić, Lazar Dragojević, Ermin Bravo, Mirvad Kurić, Emir Hadžihafizbegović, Selma Alispahić, Boris Isaković, Jasna Žalica, Kemal Rizvanović, Jelena Kordić, Tanja Šojić, Boris Ler, Faketa Salihbegović Avdagić, Izudin Bajrović, Lana Stanišić, Dino Bajrović |

| Titel               | Regie                | Land    | Darsteller (Auswahl)                          |
| ------------------- | -------------------- | ------- | --------------------------------------------- |
| Welcome to Paradise | Leonardo Di Costanzo | Italien | Marta Cammi, Sofiane Bahari, Giorgia Respelli |

| Titel                                                                                   | Regie                                | Land                |
| --------------------------------------------------------------------------------------- | ------------------------------------ | ------------------- |
| La parte del Leone: una storia della Mostra (The Lion’s Share: a History of the Mostra) | Baptiste Etchegaray, Giuseppe Bucchi | Frankreich, Italien |

### Orizzonti

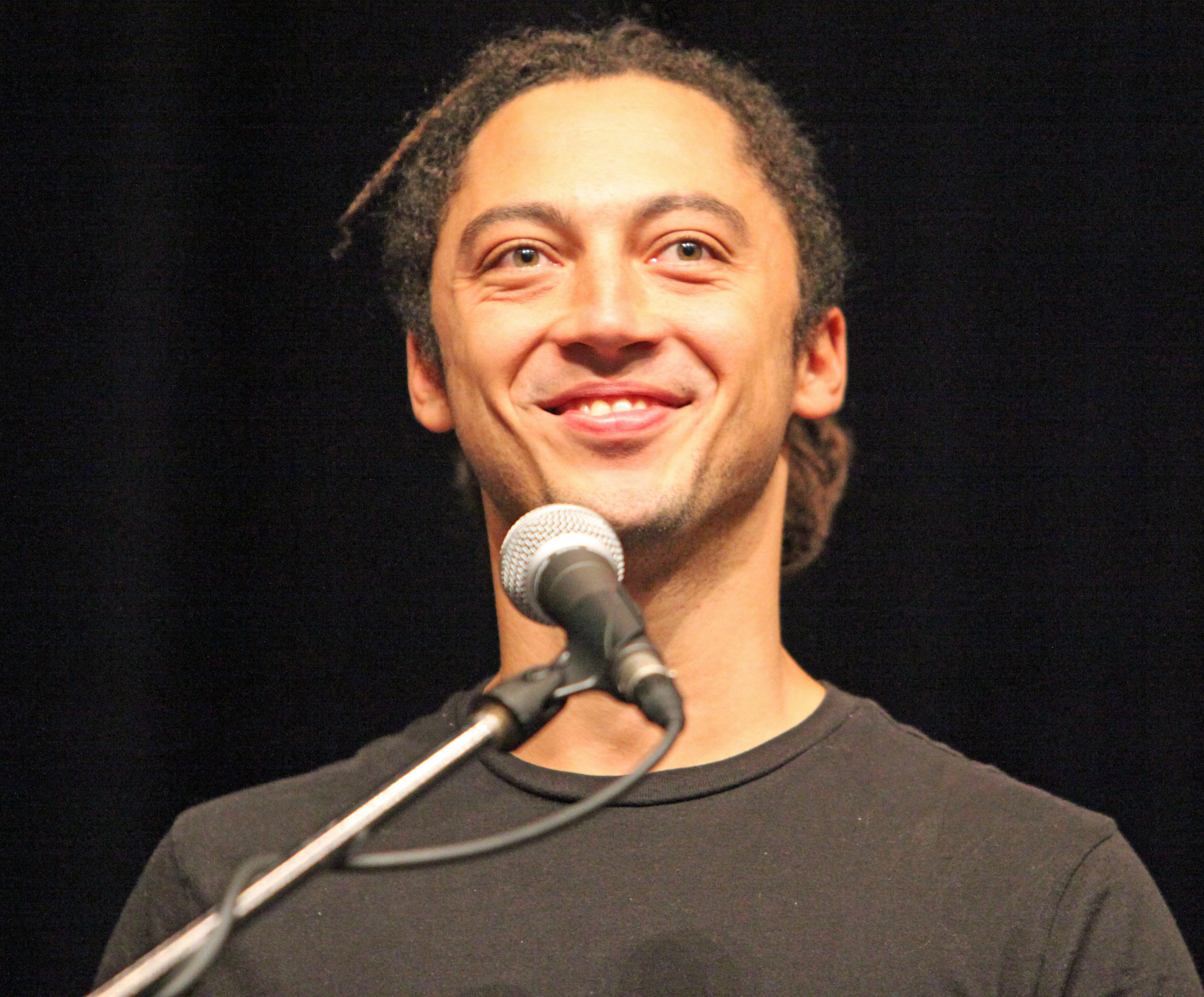
Jonas Carpignano (2017)

Die Sektion Orizzonti (dt.: „Horizonte“) widmet sich neuen Trends im internationalen Film und stellt vor allem unkonventionelle Filme vor, darunter Spiel-, Dokumentar- und Experimentalfilme. Es werden sowohl Kurz- als auch Langfilme akzeptiert.
Als Vorsitzender der internationalen Jury wurde der italienisch-amerikanische Filmemacher Jonas Carpignano ausgewählt, der folgender Jury vorsteht:
- Kaouther Ben Hania, tunesische Filmemacherin (Teilnehmerin am Orizzonti-Wettbewerb 2020)
- Kahlil Joseph, US-amerikanischer Regisseur und Künstler
- Jean-Paul Salomé, französischer Filmemacher (Teilnehmer am Orizzonti-Wettbewerb 2022)
- Tricia Tuttle, britische Festivaldirektorin

| Titel                                                 | Regie                             | Land                                                            | Darsteller (Auswahl) |
| ----------------------------------------------------- | --------------------------------- | --------------------------------------------------------------- | --- |
| A cielo abierto                                       | Mariana Arriaga, Santiago Arriaga | Mexiko, Spanien                                                 | Theo Goldin, Federica Garcia, Maximo Hollander, Julio Cesar Cedillo, Sergio Mayer Mori, Julio Bracho, Cecilia Suárez, Manolo Cardona   |
| Domaćinstvo za početnici (Housekeeping for Beginners) | Goran Stolevski                   | Nordmazedonien, Polen, Kroatien, Serbien, Kosovo                | Anamaria Marinca, Alina Șerban, Samson Selim, Vladimir Tintor, Dzada Selim, Mia Mustafa, Sara Klimoska, Rozafa Celaj, Ajshe Useini     |
| En attendant la nuit                                  | Céline Rouzet                     | Frankreich, Belgien                                             | Mathias Legoût-Hammond, Élodie Bouchez, Jean-Charles Clichet, Céleste Brunnquell, Laly Mercier                                         |
| The Featherweight                                     | Robert Kolodny                    | USA                                                             | James Madio, Ruby Wolf, Keir Gilchrist, Ron Livingston, Stephen Lang, Lawrence Gilliard Jr., Shari Albert, Imma Aiello                 |
| Gasoline Rainbow                                      | Bill Ross, Turner Ross            | USA                                                             | Tony Abuerto, Micah Bunch, Nichole Dukes, Nathaly Garcia, Makai Garza                                                                  |
| Hokage (Shadow of Fire)                               | Shin’ya Tsukamoto                 | Japan                                                           | Shuri, Ouga Tsukao, Hiroki Kono, Mirai Moriyama                                                                                        |
| Invelle                                               | Simone Massi                      | Italien                                                         | Animationsfilm |
| Eine Erklärung für Alles (Explanation for Everything) | Gábor Reisz                       | Ungarn, Slowakei                                                | Gáspár Adonyi-Walsh, István Znamenák, András Rusznák, Rebeka Hatházi, Eliza Sodró, Lilla Kizlinger, Krisztina Urbanovits               |
| Oura el jbel (Behind the mountains)                   | Mohamed Ben Attia                 | Tunesien, Belgien, Frankreich, Italien, Saudi-Arabien, Qatar    | Majd Mastoura, Samer Bisharat, Walid Bouchhioua, Selma Zeghidi, Helmi Dridi, Wissem Belgharek                                          |
| Paradiset brinner (Paradise is Burning)               | Mika Gustafson                    | Schweden, Italien, Dänemark, Finnland                           | Bianca Delbravo, Dilvin Asaad, Safira Mossberg, Ida Engvoll, Mitja Siren, Marta Oldenburg                                              |
| El paraíso                                            | Enrico Maria Artale               | Italien                                                         | Edoardo Pesce, Margarita Rosa De Francisco, Maria Del Rosario, Gabriel Montesi                                                         |
| The Red Suitcase                                      | Fidel Devkota                     | Nepal, Sri Lanka                                                | Saugat Malla, Prabin Khatiwada, Bipin Karki, Shristhi Shrestha                                                                         |
| Sem coração                                           | Nara Normande, Tião               | Brasilien, Frankreich, Italien                                  | Maya de Vicq, Eduarda Samara, Maeve Jinkings, Erom Cordeiro, Ian Boechat, Kaique Brito, Alaylson Emanuel, Lucas Da Silva, Elany Santos |
| Ser ser salhi (City of Wind)                          | Lchagwadulam Pürew-Otschir        | Frankreich, Mongolei, Portugal, Niederlande, Deutschland, Qatar | Tergel Bold-Erdene, Nomin-Erdene Ariunbyamba, Bulgan Chuluunbat, Ganzorig Tsetsgee, Tsend-Ayush Nyamsuren                              |
| Una sterminata domenica                               | Alain Parroni                     | Italien, Deutschland, Irland                                    | Enrico Bassetti, Zackari Delmas, Federica Valentini, Lars Rudolph                                                                      |
| Tatami                                                | Guy Nattiv, Zar Amir Ebrahimi     | Georgien, USA                                                   | Arienne Mandi, Zar Amir Ebrahimi, Jaime Ray Newman, Ash Goldeh                                                                         |
| Tereddüt Çizgisi (Hesitation Wound)                   | Selman Nacar                      | Türkei, Spanien, Rumänien, Frankreich                           | Tülin Özen, Oğulcan Arman Uslu, Gülçin Kültür Şahin, Vedat Erincin, Erdem Şenocak                                                      |
| Yurt (Dormitory)                                      | Nehir Tunao                       | Türkei, Deutschland, Frankreich                                 | Doğa Karakaş, Can Bartu Arslan, Ozan Çelik, Tansu Biçer, Didem Ellialtı, Orhan Güner, Işıltı Su Alyanak                                |

| Titel                                          | Regie                           | Land                                                     | Laufzeit (in min) |
| ---------------------------------------------- | ------------------------------- | -------------------------------------------------------- | ----------------- |
| Aitana                                         | Marina Alberti                  | Spanien                                                  | 19’               |
| Area Boy                                       | Iggy London                     | Vereinigtes Königreich                                   | 19’               |
| Bogotá Story                                   | Esteban Pedraza                 | Kolumbien, USA                                           | 16’               |
| Cross My Heart and Hope to Die                 | Sam Manacsa                     | Philippinen                                              | 18’               |
| Dar saaye sarv (In the Shadow of the Cypress)  | Hossein Molayemi, Shirin Sohani | Iran                                                     | 20’               |
| Dive                                           | Aldo Iuliano                    | Italien                                                  | 13’               |
| Duan pian gushi (Short Story)                  | Lang Wu                         | VR China                                                 | 12’               |
| Et si le soleil plongeait dans l’océan de nues | Wissam Charaf                   | Frankreich, Libanon                                      | 20’               |
| The Meatseller                                 | Margherita Giusti               | Italien                                                  | 17’               |
| Sea Salt                                       | Leila Basma                     | Tschechien, Libanon, Qatar                               | 19’               |
| Sentimental Stories                            | Xandra Popescu                  | Deutschland                                              | 16’               |
| A Short Trip                                   | Erenik Beqiri                   | Frankreich                                               | 17’               |
| Wander to Wonder                               | Nina Gantz                      | Niederlande, Belgien, Frankreich, Vereinigtes Königreich | 14’               |

### Orizzonti Extra
Diese Sektion präsentiert bis neun Werke, die dem Kinopublikum kreative Originalität demonstrieren sollen.
| Titel                                 | Regie              | Land                                         | Darsteller (Auswahl)                                                                    |
| ------------------------------------- | ------------------ | -------------------------------------------- | --------------------------------------------------------------------------------------- |
| Bota jonë (Phantom Youth)             | Luàna Bajrami      | Kosovo, Frankreich                           | Elsa Mala, Albina Krasniqi, Don Shala, Aurora Ferati, Uratë Shaban, Gani Rrahmani       |
| Day of the Fight                      | Jack Huston        | USA                                          | Michael C. Pitt, Nicolette Robinson, Ron Perlman, Joe Pesci, John Magaro, Anatol Yusef  |
| Felicità                              | Micaela Ramazotti  | Italien                                      | Max Tortora, Anna Galiena, Matteo Olivetti, Micaela Ramazotti, Sergio Rubini            |
| L’homme d’argile                      | Anaïs Tellenne     | Frankreich                                   | Raphaël Thiéry, Emmanuelle Devos, Mireille Pitot, Marie-Christine Orry                  |
| In the Land of Saints and Sinners     | Robert Lorenz      | Irland                                       | Liam Neeson, Kerry Condon, Jack Gleeson, Colm Meaney, Ciarán Hinds, Sarah Greene        |
| Nazavzhdy-Nazavzhdy (Forever-Forever) | Anna Burjatschkowa | Ukraine, Niederlande                         | Alina Cheban, Zachary Shadrin, Arthur Aliiev, Yelyzaveta Tsilyk, Daria Zhykharska       |
| Pet Shop Boys                         | Irmo Schnabel      | USA, Italien, Vereinigtes Königreich, Mexiko | Jack Irv, Dario Yazbek, Willem Dafoe, Emmanuelle Seigner, Camille Rowe, Peter Sarsgaard |
| El rapto                              | Daniela Goggi      | Argentinien, USA                             | Rodrigo de la Serna, Julieta Zylberberg, Andrea Garrote, Jorge Marrale, Germán Palacios |
| Stolen                                | Karan Tejpal       | Indien                                       | Abhishek Banerjee, Shubham, Mia Maelzer, Harish Khanna, Sahidur Rahaman                 |

### Venice Classics

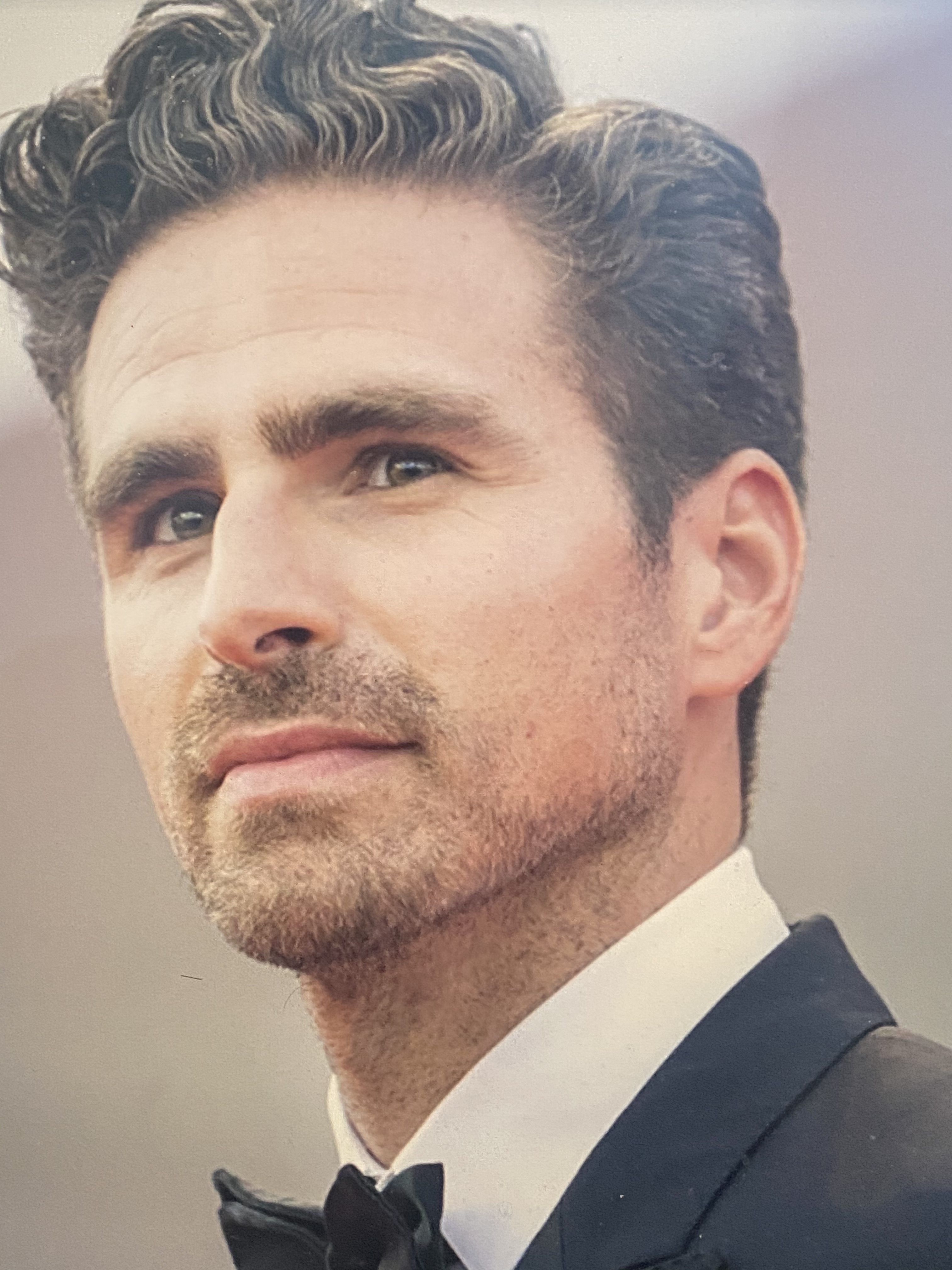
Andrea Pallaoro (2018)

Diese Sektion zeigt eine Auswahl aktueller restaurierter Filmklassiker sowie Dokumentarfilme über das Kino oder einzelne Künstler. Eine Jury um den italienischen Filmemacher Andrea Pallaoro und 25 Filmstudenten vergeben Preise für den besten restaurierten Film und den besten Dokumentarfilm.
| Originaltitel                               | Deutscher Titel                            | Regie                   | Produktionsland             | Erscheinungsjahr |
| ------------------------------------------- | ------------------------------------------ | ----------------------- | --------------------------- | ---------------- |
| Andrej Rublev – Director’s Cut              | Andrej Rubljow                             | Andrei Tarkowski        | Sowjetunion                 | 1966             |
| Bellissima                                  | Bellissima                                 | Luchino Visconti        | Italien                     | 1951             |
| Bugis Street                                | k. A.                                      | Yon Fan                 | Hongkong                    | 1995             |
| La caza                                     | Die Jagd                                   | Carlos Saura            | Spanien                     | 1966             |
| 父ありき (Chichi ariki)                     | Es war einmal ein Vater                    | Es war einmal ein Vater | Japan                       | 1942             |
| Les créatures                               | k. A.                                      | Agnès Varda             | Frankreich                  | 1966             |
| Days of Heaven                              | In der Glut des Südens                     | Terrence Malick         | USA                         | 1978             |
| The Exorcist                                | Der Exorzist                               | William Friedkin        | USA                         | 1973             |
| King & Country                              | King and Country – Für König und Vaterland | Joseph Losey            | Vereinigtes Königreich      | 1964             |
| Ohikkoshi                                   | Moving                                     | Shinji Sōmai            | Japan                       | 1993             |
| One from the Heart                          | Einer mit Herz                             | Francis Ford Coppola    | USA                         | 1982             |
| Orson Welles at large: Portrait of Gina     | Viva Italia                                | Orson Welles            | USA                         | 1958             |
| Profundo Carmesí – Director’s Cut           | K. A.                                      | Arturo Ripstein         | Mexiko, Spanien, Frankreich | 1996             |
| La provinciale                              | Gefährliche Schönheit                      | Mario Soldati           | Italien                     | 1953             |
| Rebecca of Sunnybrook Farm                  | Shirley auf Welle 303                      | Allan Dwan              | USA                         | 1938             |
| Saaz Dahani                                 | k. A.                                      | Amir Naderi             | Iran                        | 1974             |
| Slike iz života udarnika                    | Life of a Shock Force Worker               | Bahrudin Bato Čengić    | Jugoslawien                 | 1972             |
| іні забутих предків (Tini sabutych predkiw) | Schatten vergessener Ahnen                 | Sergei Paradschanow     | Sowjetunion                 | 1965             |
| Ultimo mondo cannibale                      | Mondo Cannibale, 2. Teil – Der Vogelmensch | Ruggero Deodato         | Italien                     | 1977             |
| The Working Girls                           | k. A.                                      | Stephanie Rothman       | USA                         | 1974             |

| Originaltitel                                                  | Regie                   | Produktionsland        |
| -------------------------------------------------------------- | ----------------------- | ---------------------- |
| Un’altra Italia era possibile, il cinema di Giuseppe De Santis | Stefano Della Casa      | Italien                |
| Bill Douglas – My Best Friend                                  | Jack Archer             | Vereinigtes Königreich |
| Dario Argento Panico                                           | Simone Scafidi          | Vereinigtes Königreich |
| Le film pro-nazi d’Hitchcock                                   | Daphne Baiwir           | Frankreich             |
| Frank Capra: Mr America                                        | Matthew Wells           | Vereinigtes Königreich |
| Ken Jacobs – From Orchard Street to the Museum of Modern Art   | Fred Riedel             | USA                    |
| Landrián                                                       | Ernesto Daranas Serrano | Kuba, Spanien          |
| Michel Gondry, Do It Yourself                                  | François Nemeta         | Frankreich             |
| Thank You Very Much                                            | Alex Braverman          | USA                    |

### Venice Immersive
Diese Sektion widmet sich ausschließlich Werken aus dem Bereich XR (extended Reality). Teilnahmeberechtigt sind unter anderem 360°-Videos oder interaktive XR-Werke beliebiger Länge, einschließlich Installationen und virtuellen Welten. Neben einem Wettbewerb teilt sich Venice Immersive in die nicht-kompetitiven Reihen Biennale College Cinema VR und Best of Immersive sowie Worlds Gallery.
Eine Jury um die taiwanische Filmemacherin und Jurypräsidentin Singing Chen, dem argentinischen Unternehmer German Heller und dem brasilianischen Filmemacher und Künstler Pedro Harres vergibt drei Preise.
| Originaltitel                                  | Regie                                      | Produktionsland                    | Länge (in min) |
| ---------------------------------------------- | ------------------------------------------ | ---------------------------------- | -------------- |
| Aufwind                                        | Florian Siebert                            | Deutschland                        | 28’            |
| Body of Mine                                   | Cameron Kostopoulos                        | USA                                | 20’            |
| Chen Xiang VR                                  | Yuejun Liu, Nanni Wu, Tao Shi, Jingquiu Xu | VR China                           | 45’            |
| Comfortless                                    | Gina Kim                                   | Südkorea, USA                      | 15’            |
| Complex 7                                      | Fins                                       | USA                                | 30’            |
| Empereur                                       | Marion Burger, Ilan Cohen                  | Frankreich, Deutschland            | 35’            |
| Finalmente eu (Finally Me)                     | Marcio Sal                                 | Brasilien                          | 14’            |
| Floating with Spirits                          | Juanita Onzaga                             | Belgien, Luxemburg, Niederlande    | 31’            |
| Flow                                           | Adriaan Lokman                             | Niederlande, Frankreich            | 15’            |
| Gargoyle Doyle                                 | Ethan Shaftel                              | USA, Argentinien, Österreich       | 38’            |
| Home                                           | Temsuyanger Longkumer                      | Vereinigtes Königreich             | 32’            |
| Horse Canyon                                   | NProwler                                   | Kanada                             | 60’            |
| The Imaginary Friend                           | Steye Hallema                              | Niederlande, Belgien, Frankreich   | 26’            |
| Jim Henson’s The Storyteller: The Seven Ravens | Félix Lajeunesse, Paul Raphaël             | Kanada, USA                        | 20’            |
| Letters from Drancy                            | Darren Emerson                             | USA, Vereinigtes Königreich        | 22’            |
| My Name is O90                                 | Siyeon Kim                                 | Südkorea                           | 14’            |
| Oneroom-Babel                                  | Sanghee Lee                                | Südkorea                           | 15’            |
| Pepitos: The Beak Saga                         | Ruxandra Popescu                           | Vereinigtes Königreich, USA        | 13’            |
| Perennials                                     | Zoe Roellin                                | USA                                | 17’            |
| Peupler                                        | Maya Mouawad, Cyril Laurier                | Frankreich, Libanon                | 10’            |
| Remember This Place: 31°20’46’’N 34°46’46’’E   | Patricia Echeverria Liras                  | Palästina, Qatar, Spanien          | 25’            |
| Sen                                            | Keisuke Itoh                               | Japan                              | 15’            |
| Shadowtime                                     | Sister Sylvester, Deniz Tortum             | Niederlande, USA, Türkei           | 20’            |
| Spot of Light                                  | Adam Weingrod                              | Israel, Kanada                     | 14’            |
| Syuhasuu (Frequency)                           | Ellie Omiya                                | Japan                              | 25’            |
| Songs for a Passerby                           | Celine Daemen                              | Niederlande                        | 25’            |
| Tulpamancer                                    | Marc Da Costa, Matthew Niederhauser        | USA                                | 20’            |
| Wallace & Gromit in the Grand Getaway          | Finbar Hawkins, Bram Ttwheam               | Frankreich, Vereinigtes Königreich | 60’            |

| Originaltitel                | Regie                     | Produktionsland      | Länge (in min) |
| ---------------------------- | ------------------------- | -------------------- | -------------- |
| First Day                    | Valeriy Korshunov         | Ukraine              | 15’            |
| Human Violins – Prelude      | Ioana Mischie             | Rumänien, Frankreich | 19’            |
| Origen                       | Emilia Sánchez Chiquetti  | Brasilien            | 25’            |
| Queer Utopia: Act I Cruising | Lui Avallos               | Portugal, Brasilien  | 25’            |
| Tales of the March           | Stefano Casertano         | Deutschland, Italien | 12’            |
| A Vocal Landscape            | Omid Zarei, Anne Jeppesen | Dänemark, USA        | 14’            |

| Originaltitel                                        | Regie                            | Produktionsland             | Länge (in min) |
| ---------------------------------------------------- | -------------------------------- | --------------------------- | -------------- |
| Another Fisherman’s Tale                             | Alexis Moroz, Balthazar Auxietre | Frankreich                  | 40’            |
| David Attenborough’s Conquest of the Skies           | Lewis Ball                       | Vereinigtes Königreich, USA | 22’            |
| The First Ingredient: Tales from Soda Island – Ch. 7 | Simone Fougnier                  | USA                         | 16’            |
| Forager                                              | Winslow Porter, Elie Zananiri    | USA                         | 8’             |
| Gaudi, l’atelier du divin                            | Stéphane Landowski, Gaël Cabouat | Frankreich, Japan           | 17’            |
| Over the Rainbow                                     | Craig Quintero                   | Taiwan                      | 11’            |
| Pixel Ripped 1978                                    | Ana Ribeiro                      | USA                         | 20’            |
| Space Explorers: Blue Marble – Orbit 1               | Félix Lajeuness, Paul Raphaël    | Vereinigtes Königreich      | 80’            |
| The Utility Room                                     | Lionel Marsden                   | USA                         | 16’            |

| Originaltitel                        | Regie                                    |
| ------------------------------------ | ---------------------------------------- |
| Beyond a Bit – 想像のちょっと先へ    | EstyOctoberù                             |
| Break Set                            | PK                                       |
| Club Deviate                         | TOTC                                     |
| Cubes (Experimental)                 | phi16                                    |
| Cyberlove Okinawa ˸˸˸ 沖縄           | Artsy Glitch                             |
| Dragon_Town                          | COMA                                     |
| Epilogue. Chapter 1                  | DrMorro                                  |
| Epilogue. Chapter 2                  | DrMorro                                  |
| Exhibition / Little Traitors         | haruki_haru                              |
| Fatboy Slim – Eat, Sleep, VR, Repeat | Fatboy Slim, Engage XR, Anglo Management |
| IY mmd world                         | Iris Alias                               |
| Luminescent Ledge                    | Thorinair                                |
| Pass of Time                         | Karl Kroenen                             |
| Reality is Wrong                     | simple – water                           |
| The Spark of the World               | TSMRE                                    |
| Storm Drain                          | CattusEx                                 |
| Tarried Precipice                    | Karl Kroenen                             |
| Terra Cotta Valley                   | Octuplex                                 |
| Thad Mandelbox                       | Thad Gyther                              |
| Thad Recursive Garden                | Thad Gyther                              |
| Thad Recursive Room                  | Thad Gyther                              |
| A Trip in the Forest                 | Thrill                                   |
| VEINPRM0118                          | VEIN_A                                   |
| Zep’s Particle Hell                  | Zepwlert                                 |

### Biennale College Cinema
Bei dieser Sektion handelt es sich um einen Fortbildungsworkshop für die Entwicklung und Produktion von Werken mit Mikrobudget, offen für Teams von Regisseuren und Produzenten aus der ganzen Welt. Teilnehmende Arbeiten:
- L’anno dell’uovo – Regie: Claudio Casale
- Árni – Regie: Dorka Vermes
- Lumbrensueño – Regie: José Pablo Escamilla

## Unabhängige Filmreihen

### Settimana Internazionale della Critica
Parallel zur Vergabe des Goldenen Löwen präsentiert die Settimana Internazionale della Critica (SIC; dt.: „Internationale Kritikerwoche“) sieben Werke von Debütregisseuren, die ebenfalls mit Preisen ausgezeichnet werden. Außer Konkurrenz werden zwei Sondervorführungen organisiert. Die Nebensektion wird von der italienischen Filmkritikervereinigung Sindacato Nazionale Critici Cinematografici Italiani (SNCCI) organisiert.
| Film                                       | Regie                                              | Land                   | Darsteller (Auswahl) / Anmerkung |
| ------------------------------------------ | -------------------------------------------------- | ---------------------- | --- |
| Ai shi yi ba qiang (Love Is a Gun)         | Lee Hong-Chi                                       | Hongkong, Taiwan       | Lee Hong-chi, Lin Ying Wei, Zheng Qing Yu, Lin Ke Ren, Lee Yu Yao, Edison Song                                                                 |
| About Last Year                            | Dunja Lavecchia, Beatrice Surano, Morena Terranova | Italien                | Celeste Borgialli, Letizia Nacci, Giorgia Oliverio                                                                                             |
| Hoard                                      | Luna Carmoon                                       | Vereinigtes Königreich | Saura Lightfoot-Leon, Joseph Quinn, Hayley Squires, Lily-Beau Leach, Deba Hekmat                                                               |
| Life Is Not a Competition, But I’m Winning | Julia Fuhr Mann                                    | Deutschland            | Annet Negesa, Amanda Reiter, Caitlin Fisher, Daniel Marin Medina, Chun Mei Tan, Eva Maria Jost, Jakob Levi Stahlberg, Oumou Aidara, Greta Graf |
| Malqueridas                                | Tana Gilbert                                       | Chile, Deutschland     | Dokumentarfilm |
| Sky Peals                                  | Moin Hussain                                       | Vereinigtes Königreich | Faraz Ayub, Natalie Gavin, Claire Rushbrook, Simon Nagra, Steve Oram, Jeff Mirza, Bill Fellows                                                 |
| Le Vourdalak (The Vourdalak)               | Adrien Beau                                        | Frankreich             | Kacey Mottet Klein, Ariane Labed, Grégoire Colin, Vassili Schneider, Claire Duburcq, Gabriel Pavie, Erwan Ribard, Adrien Beau                  |

| Film                                                 | Regie                                            | Land                        | Darsteller (Auswahl) / Anmerkung                                            |
| ---------------------------------------------------- | ------------------------------------------------ | --------------------------- | --------------------------------------------------------------------------- |
| Dieu est une femme (Eröffnungsfilm) (God Is a Woman) | Andres Peyrot                                    | Frankreich, Schweiz, Panama | Dokumentarfilm                                                              |
| Vermine (Abschlussfilm) (Vermin)                     | Sébastien Vaniček                                | Frankreich                  | Théo Christine, Sofia Lesaffre, Jérôme Niel, Lisa Nyarko, Finnegan Oldfield |
| Passione critica                                     | Simone Isola, Franco Montini, Patrizia Pistagnes | Italien                     | Dokumentarfilm                                                              |

| Film                                                              | Regie                       | Land             | Länge (in min) |
| ----------------------------------------------------------------- | --------------------------- | ---------------- | -------------- |
| De l’amour perdu (Lost Love)                                      | Lorenzo Quagliozz           | Italien          | 17’            |
| Foto di gruppo (Group Picture)                                    | Tommaso Frangini            | Italien          | 17’            |
| It Isn’t So                                                       | Fabrizio Paterniti Martello | Italien          | 11’            |
| La linea del terminatore (Ender’s Line)                           | Gabriele Biasi              | Italien          | 15’            |
| Las memorias perdidas de los árboles (The Lost Memories Of Trees) | Antonia La Camera           | Italien, Spanien | 20’            |
| Pinoquo                                                           | Federico Demattè            | Italien          | 16’            |
| We Should All Be Futurists                                        | Angel Norelli               | Italien          | 11’            |

| Film                                      | Regie           | Land    | Länge (in min) |
| ----------------------------------------- | --------------- | ------- | -------------- |
| Incontro di notte (Eröffnungsfilm)        | Liliana Cavani  | Italien | 10’            |
| Tilipirche (Abschlussfilm) (Grasshoppers) | Francesco Piras | Italien | 18’            |

### Giornate degli Autori
Seit 2004 organisiert die Non-Profit-Organisation Associazione culturale Giornate degli Autori in Zusammenarbeit mit den italienischen Berufsverbänden für Filmregisseure (ANAC) und Autoren (100autori) die Nebensektion Giornate degli Autori. Sie wurde von Reihe Quinzaine des réalisateurs des Filmfestivals von Cannes inspiriert und präsentiert zehn Filmbeiträge. Die Giornate degli Autori legt Wert auf qualitativ hochwertiges Kino mit besonderem Augenmerk auf Innovation, Forschung, Originalität und Unabhängigkeit. Begleitet wird das Programm von zahlreichen Sonderveranstaltungen.
Der Sektion steht Renata Santoro sowie ein Auswahlkomitee vor.
| Film | Regie                              | Land                                    | Darsteller (Auswahl) / Anmerkung |
| --- | ---------------------------------- | --------------------------------------- | --- |
| Backstage | Afef Ben Mahmoud, Khalil Benkirane | Marokko, Tunesien                       | Sondos Belhassen, Afef Ben Mahmoud, Saleh Bakri, Sidi Larbi Cherkaoui, Sofiane Ouissi, Hajiba Fahmy, Ali Thabet, Abdallah Badis, Salima Abdel-Wahab |
| Kanata no uta (Following the Sound) | Kyoshi Sugita                      | Japan                                   | An Ogawa, Yuko Nakamura, Hidekazu Mashima |
| Los océanos son los verdaderos continentes (Eröffnungsfilm) (Oceans are the Real Continents)                                                         | Tommaso Santambrogio               | Italien, Kuba                           | Alexander Diego, Edith Ybarra Clara, Frank Ernesto Lam, Alain Alfonso González, Milagros Llanes Martínez                                            |
| Melk | Stefanie Kolk                      | Niederlande                             | Frieda Barnhard, Aleksej Ovsiannikov, Ruth Sahertian, Jules Elting, Murat Toker, Arnoud Bos, Zineb Fallouk, Wimie Wilhelm                           |
| Quitter la nuit (Through the Night) | Delphine Girard                    | Belgien, Kanada, Frankreich             | Selma Alaoui, Guillaume Duhesme, Veerle Baetens, Anne Dorval, Adèle Wismes, Gringe, Alba Casado                                                     |
| Madame Sidonie in Japan (Sidonie au Japon) | Élise Girard                       | Frankreich, Deutschland, Schweiz, Japan | Isabelle Huppert, August Diehl, Tsuyoshi Ihara |
| Sobre todo de noche (Foremost by Night) | Víctor Iriarte                     | Spanien, Portugal, Frankreich           | Lola Dueñas, Ana Torrent, Manuel Egozkue |
| Der Sommer mit Carmen (The Summer with Carmen) | Zacharias Mavroeidis               | Griechenland                            | Yorgos Tsiantoulas, Andreas Lampropoulos, Nikolas Mihas, Roubini Vasilakopoulou, Vasilis Tsigristaris                                               |
| Feinfühlige Vampirin sucht lebensmüdes Opfer (Vampire humaniste cherche suicidaire consentant / Humanist Vampire Seeking Consenting Suicidal Person) | Ariane Louis-Seize                 | Kanada                                  | Sara Montpetit, Félix-Antoine Bénard, Steve Laplante, Sophie Cadieux, Noémie O’Farrell, Marie Brassard, Patrick Hivon, Marc Beaupré                 |
| Wu Yue Xue (Snow in Midsummer) | Chong Keat Aun                     | Malaysia, Taiwan, Singapur              | Wan Fang, Pearlly Chua, Rexen Cheng, Pauline Tan, Peter Yu, Alvin Wong                                                                              |

- Außer Konkurrenz:
  - Coup! (Abschlussfilm) – Regie: Austin Stark, Joseph Schuman (USA) – mit Peter Sarsgaard, Billy Magnussen, Sarah Gadon, Skye P. Marshall, Faran Tahir, Kristine Nielsen, Fisher Stevens
- Miu Miu Women’s Tales:
  - #25 Exe Two Times Mouth (Kurzfilm) – Regie: Lila Avilés (Italien, Mexiko)

| Film                                          | Regie                             | Land                                  | Anmerkung / Darsteller (Auswahl) |
| --------------------------------------------- | --------------------------------- | ------------------------------------- | --- |
| 21 Days Until the End of the World            | Teona Strugar Mitevska            | Nordmazedonien                        | |
| Aftab Mishavad (The Sun Will Rise)            | Ayat Najafi                       | Frankreich, Iran                      | |
| L’avamposto (The Outcome)                     | Edoardo Morabito                  | Italien, Brasilien                    | |
| Bye Bye Tibériade                             | Lina Soualem                      | Frankreich, Palästina, Belgien, Qatar | Porträt über Hiam Abbass |
| L’expérience Zola (The Zola Experience)       | Gianluca Matarrese                | Italien, Frankreich                   | Anne Barbo, Benoît Dallongeville, Jean-Christophe Laurier, Nikolai Delawarde, Agathe Peyrard, Philippe Risler, Minouche Nihn Briot, Romain Cottard, Jan Czul, Anthony Fulrad, Benoît Seguin |
| Photophobia                                   | Ivan Ostrochovský, Pavol Pekarčík | Slowakei, Tschechien, Ukraine         | Nikita Tyshchenko, Viktoriia Mats |
| This is How a Child Becomes a Poet (Kurzfilm) | Céline Sciamma                    | Frankreich, Italien                   | Dokumentarfilm über Patrizia Cavalli |

| Film                                                           | Regie                              | Land                | Anmerkung / Darsteller (Auswahl)                                                                                      |
| -------------------------------------------------------------- | ---------------------------------- | ------------------- | --- |
| Across                                                         | Irene Dorigotti                    | Italien, Schweiz    | Dokumentarfilm |
| Anna                                                           | Marco Amenta                       | Italien, Frankreich | Rose Aste, Daniele Monachella, Marco Zucca                                                                            |
| Casablanca                                                     | Adriano Valerio                    | Frankreich, Italien | Dokumentarfilm |
| Con la grazia di un dio (With the Grace of a God)              | Alessandro Roia                    | Italien             | Tommaso Ragno, Maya Sansa, Sergio Romano                                                                              |
| Frammenti di un percorso amoroso (Fragments of a Live Loved)   | Chloé Barreau                      | Italien             | Dokumentarfilm |
| L’invenzione della neve (The Invention of Snow)                | Vittorio Moroni                    | Italien             | Elena Gigliotti, Alessandro Averone, Anna Ferruzzo, Anna Bellato, Eleonora De Luca, Marta Caracciolo, Carola Stagnaro |
| Le mie poesie non cambieranno il mondo (The Invention of Snow) | Annalena Benini, Francesco Piccolo | Italien             | Dokumentarfilm über Patrizia Cavalli                                                                                  |
| Semidei (Flesh and Bronze)                                     | Fabio Mollo, Alessandra Cataleta   | Italien             | Dokumentarfilm über die Riace-Bronzen                                                                                 |

| Film                                                               | Regie            | Land                | Anmerkung / Darsteller (Auswahl)                                                                                                 |
| ------------------------------------------------------------------ | ---------------- | ------------------- | --- |
| C.R.A.Z.Y.                                                         | Jean-Marc Vallée | Kanada              | Spielfilm aus dem Jahr 2005 |
| Italo Calvino, lo scrittore sugli alberi (The Writer in the Trees) | Duccio Chiarini  | Italien, Frankreich | Dokumentarfilm über Italo Calvino (Der Baron auf den Bäumen)                                                                     |
| Il popolo delle donne                                              | Yuri Ancarani    | Italien             | Dokumentarfilm |
| Nina dei lupi (Nina of the Wolves)                                 | Antonio Pisu     | Italien             | Sergio Rubini, Sara Ciocca, Sandra Ceccarelli, Cesare Bocci, Davide Silvestri, Caterina Gabanella, Tiziana Foschi, Fabio Ferrari |
| Parola ai giovani                                                  | Angelo Bozzolini | Italien             | Dokumentarfilm über Giovanni Caccamo                                                                                             |

## Auszeichnungen

### Offizielle Festivalpreise

#### Internationaler Wettbewerb um den Goldenen Löwen
Die Auszeichnungen wurden am letzten Festivaltag während der Abschlussgala bekanntgegeben:
- Goldener Löwe: Poor Things – Regie: Giorgos Lanthimos
- Silberner Löwe – Großer Preis der Jury: Evil Does Not Exist – Regie: Ryūsuke Hamaguchi
- Silberner Löwe – Beste Regie: Matteo Garrone (Ich Capitano)
- Coppa Volpi – Beste Darstellerin: Cailee Spaeny (Priscilla)
- Coppa Volpi – Bester Darsteller: Peter Sarsgaard (Memory)
- Bestes Drehbuch: Guillermo Calderón und Pablo Larraín (El Conde)
- Spezialpreis der Jury: Green Border – Regie: Agnieszka Holland
- Marcello-Mastroianni-Preis: Seydou Sarr (Ich Capitano)

- Goldene Löwe als Ehrenpreis für ein Lebenswerk: Liliana Cavani und Tony Leung Chiu-wai

Cavani hatte 1965 in Venedig für Philippe Pétain: Processo a Vichy den Preis für den besten Dokumentarfilm erhalten, während für die Spielfilmarbeiten Francesco d’Assisi (1966), Galileo Galilei (1968), I cannibal (1970), Ripley’s Game (2002) sowie den Kurzfilm Clarisse (2012) weitere Einladungen in die verschiedenen Sektionen des Festivals gefolgt waren. Sie erhielt die Auszeichnung feierlich zur Eröffnungsgala überreicht. Die Laudatio hielt die Schauspielerin Charlotte Rampling, mit der sie an dem Spielfilm Der Nachtportier (1974) zusammengearbeitet hatte.
Leung bekleidete Rollen in den asiatischen Wettbewerbsbeiträgen Eine Stadt der Traurigkeit von Hou Hsiao-Hsien (1989), Cyclo von Trần Anh Hùng (1995) und Gefahr und Begierde von Ang Lee (2007), die alle mit dem Goldenen Löwen preisgekrönt wurden, den Hauptpreis des Festivals. Ihm soll der Preis am 2. September 2023 überreicht werden.
- „Luigi De Laurentiis“-Preis für den besten Debütfilm („Löwe der Zukunft“)

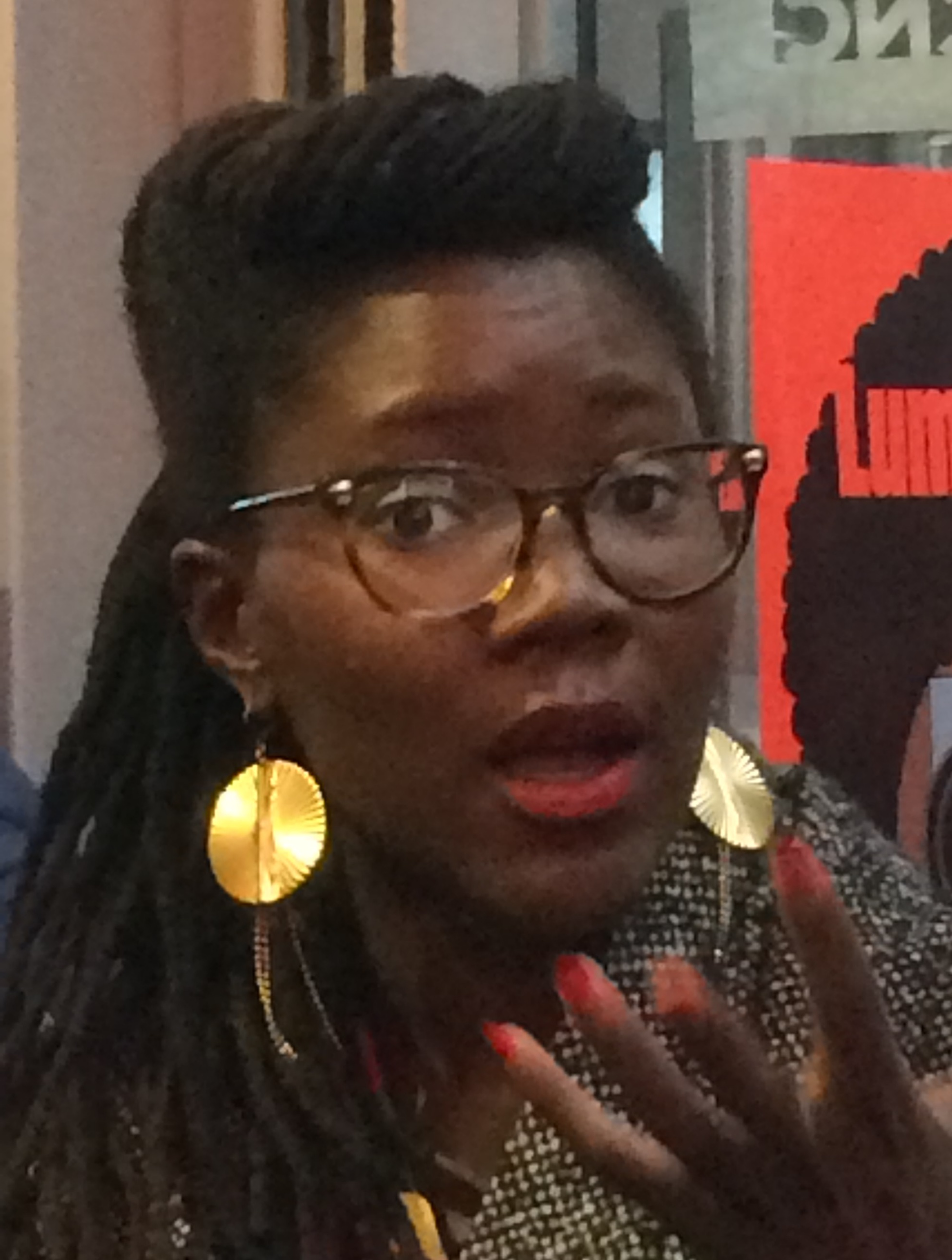
Jurypräsidentin Alice Diop (2017)

Der Preis wird an das beste Spielfilmdebüt in einer der Wettbewerbs- bzw. Nebensektionen vergeben.
Als Jurypräsidentin wurde die französische Filmemacherin Alice Diop ausgewählt. Sie hatte im letzten Jahr den Preis für ihr Spielfilmdebüt Saint Omer erhalten und war mit einem Silbernen Löwen der Hauptwettbewerbsjury ausgezeichnet worden. Weitere Jurymitglieder sind der marokkanische Schauspieler und Filmemacher Faouzi Bensaïdi, die argentinische Regisseurin und Produzentin Laura Citarella, der italienische Filmemacher Andrea De Sica und die US-amerikanische Filmemacherin Chloe Domont.
- Cartier Glory to the Filmmaker Award: Wes Anderson

Der Preis wird seit 2021 vom Hauptsponsor Cartier an eine Person vergeben, „die einen besonders originellen Beitrag zur zeitgenössischen Filmindustrie geleistet hat“. Im Jahr 2023 wurde die Auszeichnung dem US-amerikanischen Regisseur, Drehbuchautoren und Filmproduzenten Wes Anderson zuerkannt, der eine Einladung außer Konkurrenz für seinen Kurzfilm The Wonderful Story of Henry Sugar erhalten hatte.
- The Campari Passion for Film Award: Tonino Zera

Der 2018 eingeführte Preis ehrt enge Mitarbeiter von Filmregisseuren, die „einen bemerkenswerten Beitrag [...] zur Verwirklichung eines künstlerischen Projekts“ geleistet haben. Im Jahr 2023 wurde dem italienischen Szenenbildner Tonino Zera die Auszeichnung zuerkannt. Er hatte an Roman Polańskis Spielfilm The Palace mitgewirkt, der eine Einladung außer Konkurrenz erhalten hatte.
Queer Lion
Domaćinstvo za početnici (Housekeeping for Beginners) von Goran Stolevski

### Weitere Preise (Auswahl)
- La Pellicola d’Oro Award | Ass.ne Culturale “Articolo 9 Cultura & Spettacolo” e “S.A.S. Cinema”
  - Best production director: Claudia Cravotta für Ich Capitano
  - Best Camera Operator: Massimiliano Kuveiller für Finalmente l’alba
  - Best Set Designer: Simona Balducci für Der Kommandant – Entscheidung im Atlantik (Comandante)[26]